# Mistrzostwa Świata w Lekkoatletyce 2009 – sztafeta 4 × 100 m mężczyzn
Sztafeta 4 × 100 metrów mężczyzn – jedna z konkurencji rozgrywanych podczas XII mistrzostw świata w lekkoatletyce.
Wymagane minimum do udziału w mistrzostwach świata wynosiło 39,10.
Eliminacje rozegrano 21 sierpnia, zaś finał zaplanowano na 22 sierpnia 2009.

## Rekordy
W poniższej tabeli przedstawione są rekord świata, rekord mistrzostw świata, rekord Polski oraz rekordy poszczególnych kontynentów z dnia 20 sierpnia 2009 roku – przed rozpoczęciem tej konkurencji.
| Rekord świata                                  | Nesta Carter, Michael Frater, Usain Bolt, Asafa Powell (JAM)                | 37,10 | Pekin, Chiny            | 22.08.2008 |
| Rekord mistrzostw świata                       | Jon Drummond, Andre Cason, Dennis Mitchell, Leroy Burrell (USA)             | 37,40 | Stuttgart, Niemcy       | 21.08.1993 |
| Listy światowe                                 | Racers Track Club Daniel Bailey, Yohan Blake, Mario Forsythe, Usain Bolt    | 37,46 | Londyn, Wielka Brytania | 25.07.2009 |
| Rekord Polski                                  | Krzysztof Zwoliński, Zenon Licznerski, Leszek Dunecki, Marian Woronin (POL) | 38,33 | Moskwa, ZSRR            | 01.08.1980 |
| Rekord Afryki                                  | Osmond Ezinwa, Olapade Adeniken, Francis Obikwelu, Davidson Ezinwa (NGA)    | 37,94 | Ateny, Grecja           | 09.08.1997 |
| Rekord Ameryki Południowej                     | André da Silva, Claudinei da Silva, Vicente de Lima, Édson Ribeiro (BRA)    | 37,90 | Sydney, Australia       | 30.09.2000 |
| Rekord Ameryki Północnej, Środkowej i Karaibów | Nesta Carter, Michael Frater, Usain Bolt, Asafa Powell (JAM)                | 37,10 | Pekin, Chiny            | 22.08.2008 |
| Rekord Azji                                    | Naoki Tsukahara, Shingo Suetsugu, Shinji Takahira, Nobuharu Asahara (JPN)   | 38,03 | Osaka, Japonia          | 01.09.2007 |
| Rekord Europy                                  | Dwain Chambers, Jason Gardener, Darren Campbell, Marlon Devonish (GBR)      | 37,73 | Sewilla, Hiszpania      | 29.08.1999 |
| Rekord Australii i Oceanii                     | Paul Henderson, Tim Jackson, Steve Brimacombe, Damien Marsh (AUS)           | 38,17 | Göteborg, Szwecja       | 12.08.1995 |

Do zawodów zgłoszono 18 sztafet, PZLA warunkowo zgłosił polską sztafetę, już po terminie zgłoszeń miał miejsce decydujący sprawdzian podczas którego Polacy musieli uzyskać czas 39,10. Jednak 8 sierpnia w Cottbus sztafeta w składzie Michał Bielczyk, Dariusz Kuć, Mikołaj Lewański oraz Robert Kubaczyk nie ukończyła biegu, zatem polscy sprinterzy (z wyjątkiem startującego indywidualnie Kucia) nie pojechali ostatecznie do Berlina.
Najszybsza w eliminacjach sztafeta USA (37,97) została po biegu zdyskwalifikowana za przekroczenie strefy zmian.